# Jeff Beck
Geoffrey Arnold "Jeff" Beck (24 tháng 6 năm 1944 – 10 tháng 1 năm 2023) là nghệ sĩ guitar, nhạc sĩ và diễn viên người Anh. Ông là một trong số 3 tay guitar nổi tiếng nhất từng chơi cho The Yardbirds (bên cạnh Eric Clapton và Jimmy Page). Ông cũng là người sáng lập nên ban nhạc The Jeff Beck Group và Beck, Bogert & Appice.
Những đóng góp lớn nhất của Beck chủ yếu về trình diễn nhạc cụ khi ông chú trọng vào việc cải tiến âm thanh, tạo nên những thành tố quan trọng của nhiều thể loại như blues rock, hard rock, jazz fusion cũng như đem lại những điều mới mẻ trong cách hòa trộn nhạc rock của guitar với âm nhạc điện tử. Tuy nhiên, ông chỉ có 2 album (vào năm 1975 và 1976) là sản phẩm solo cá nhân thành công. Thực tế, sự nghiệp Beck không có được thành công thương mại dài lâu như những đồng nghiệp khác. Song ông luôn là nghệ sĩ khách mời trong những album của Mick Jagger, Tina Turner, Morrissey, Jon Bon Jovi, Malcolm McLaren, Kate Bush, Roger Waters, Donovan, Stevie Wonder, Les Paul, Zucchero, Cyndi Lauper, Brian May, Stanley Clarke và ZZ Top.
Beck có tên ở vị trí số 5 trong danh sách "100 tay guitar vĩ đại nhất" bình chọn bởi tạp chí danh giá Rolling Stone. Tạp chí này cũng 3 lần đưa ông lên ảnh bìa với lời tựa "một trong những nghệ sĩ lead guitar có ảnh hưởng nhất". Ông còn được gọi là "nghệ sĩ guitar của mọi nghệ sĩ guitar". Beck được công nhận rộng rãi, từng dành tới 6 giải Grammy cho Hòa tấu nhạc Rock xuất sắc nhất và 1 lần cho Hòa tấu nhạc Pop xuất sắc nhất. Ông cũng được trao giải Ivor Novello từ Học viện Hoàng gia Anh cho những cống hiến tới nền âm nhạc quần chúng. Beck cũng 2 lần được xướng danh tại Đại sảnh Danh vọng Rock and Roll: một trong vai trò là thành viên của The Yardbirds (1992) và một trong vai trò nghệ sĩ solo (2009).
Ông qua đời vì viêm màng não do vi khuẩn vào ngày 10 tháng 1 năm 2023 tại East Sussex, hưởng thọ 78 tuổi.

## Danh sách đĩa nhạc
Album phòng thu
- Truth (1968)
- Beck-Ola (1969) (của Jeff Beck Group)
- Rough and Ready (1971) (của Jeff Beck Group)
- Jeff Beck Group (1972) (của Jeff Beck Group)
- Beck, Bogert & Appice (1973) (của Beck, Bogert & Appice)
- Blow by Blow (1975)
- Wired (1976)
- There & Back (1980)
- Flash (1985)
- Jeff Beck's Guitar Shop (1989)
- Frankie's House (1992) (cùng Jed Leiber)
- Crazy Legs (1993)
- Who Else! (1999)
- You Had It Coming (2001)
- Jeff (2003)
- Emotion & Commotion (2010)